# Kamionka (dopływ Piertanki)
Kamionka – potok łączący Jezioro Koleśne (w zespole jezior huciańskich) z jeziorem Pierty. Ma długość 4,5 km. 
Wzdłuż rzeki Kamionki występują zarówno odcinki przypominające górski potok, gdzie rzeka płynie wartko kamienistym korytem, jak i stagnujące przed bobrowymi tamami szerokie rozlewiska – o ledwo zauważalnym przepływie, mulistym dnie i z obfitą roślinnością wodną. Rzeka miejscami płynie jarem głębokości 10–15 m, w całości porośniętym lasem z licznymi śladami bytowania bobrów. Kamionka stanowi rezerwat ścisły i nie jest udostępniona dla ruchu turystycznego. Szlaki turystyczne dwukrotnie przecinają koryto rzeki – w Hucie i w Leszczewie. Lasy otaczające rzekę obfitują w wiele rzadkich i chronionych gatunków roślin i zwierząt.
Rzeka płynie przez bory sosnowo-świerkowe Wigierskiego Parku Narodowego. Jej koryto jest wcięte w głęboką dolinę o dość dużych zboczach. Przypomina potok górski, gdyż nagromadzona jest dość duża ilość kamieni i rzeka ma duży spadek wody. Liczne jej rozlewiska, kotliny, zatorfione obniżenia porasta las łęgowy z olszą, osiką, brzozą wierzbiną i łoziną. Powstały tu dwa rezerwaty faunistyczno-florystyczne.